# Gorji Sara
Gorji Sara (em persa: گرجي سرا, também romanizada como Gorjī Sarā; também conhecida como Gach Sarā) é uma aldeia do distrito rural de Kelarabad, no condado de Abbasabad, da província de Mazandaran, Irã.
No censo de 2006, sua população era de 251 habitantes, em 75 famílias.